# فرودگاه پاری – لو بورژه
 فرودگاه پاری – لو بورژه (به فرانسوی: Aéroport de Paris-Le Bourget) یک فرودگاه همگانی با کد یاتا LBG است که یک باند فرود آسفالت بتن دارد و طول باند آن ۲۶۶۵ متر است. این فرودگاه در کشور فرانسه قرار دارد و در ارتفاع ۶۷ متری از سطح دریا واقع شده است.

## نگارخانه

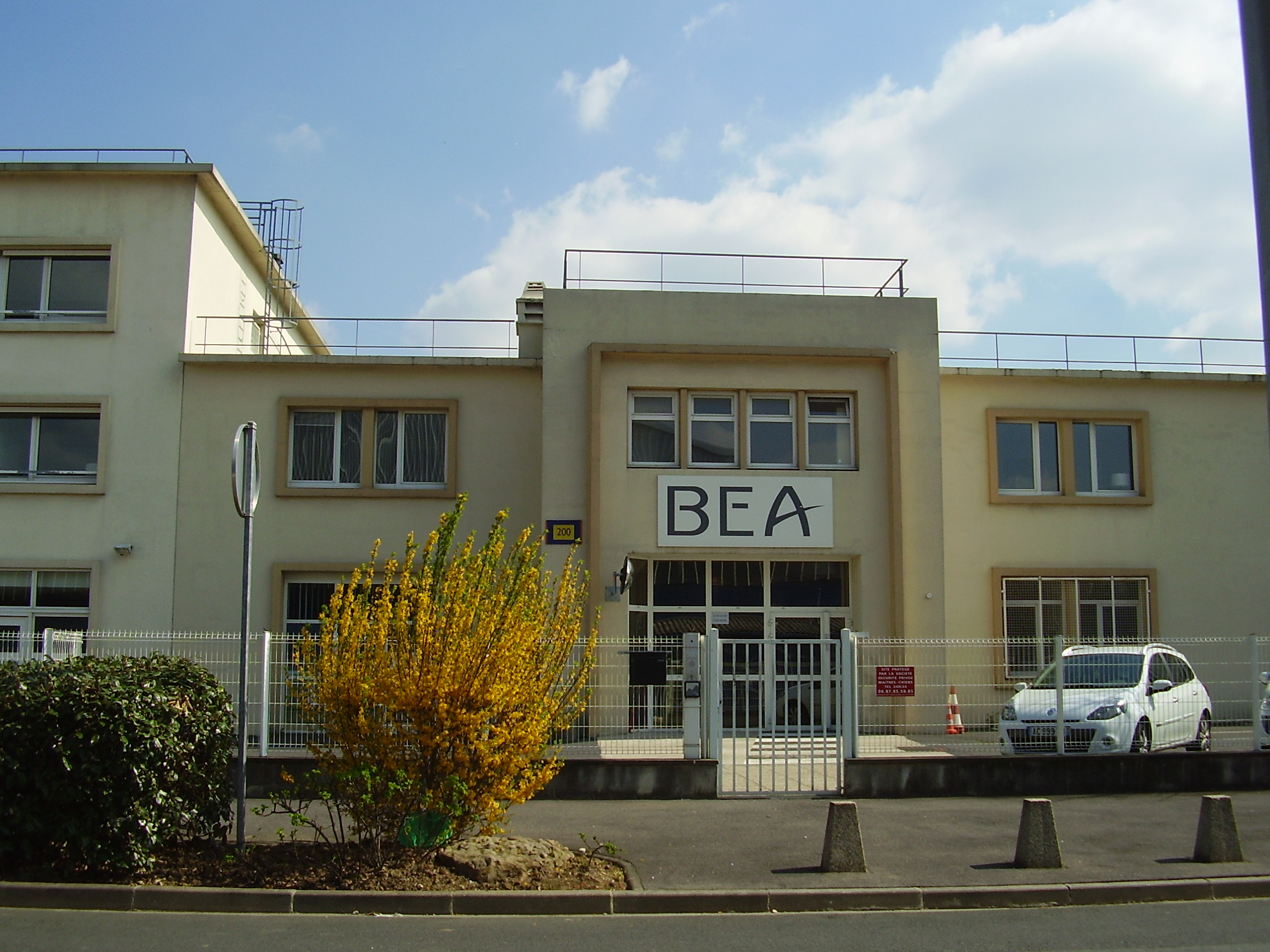
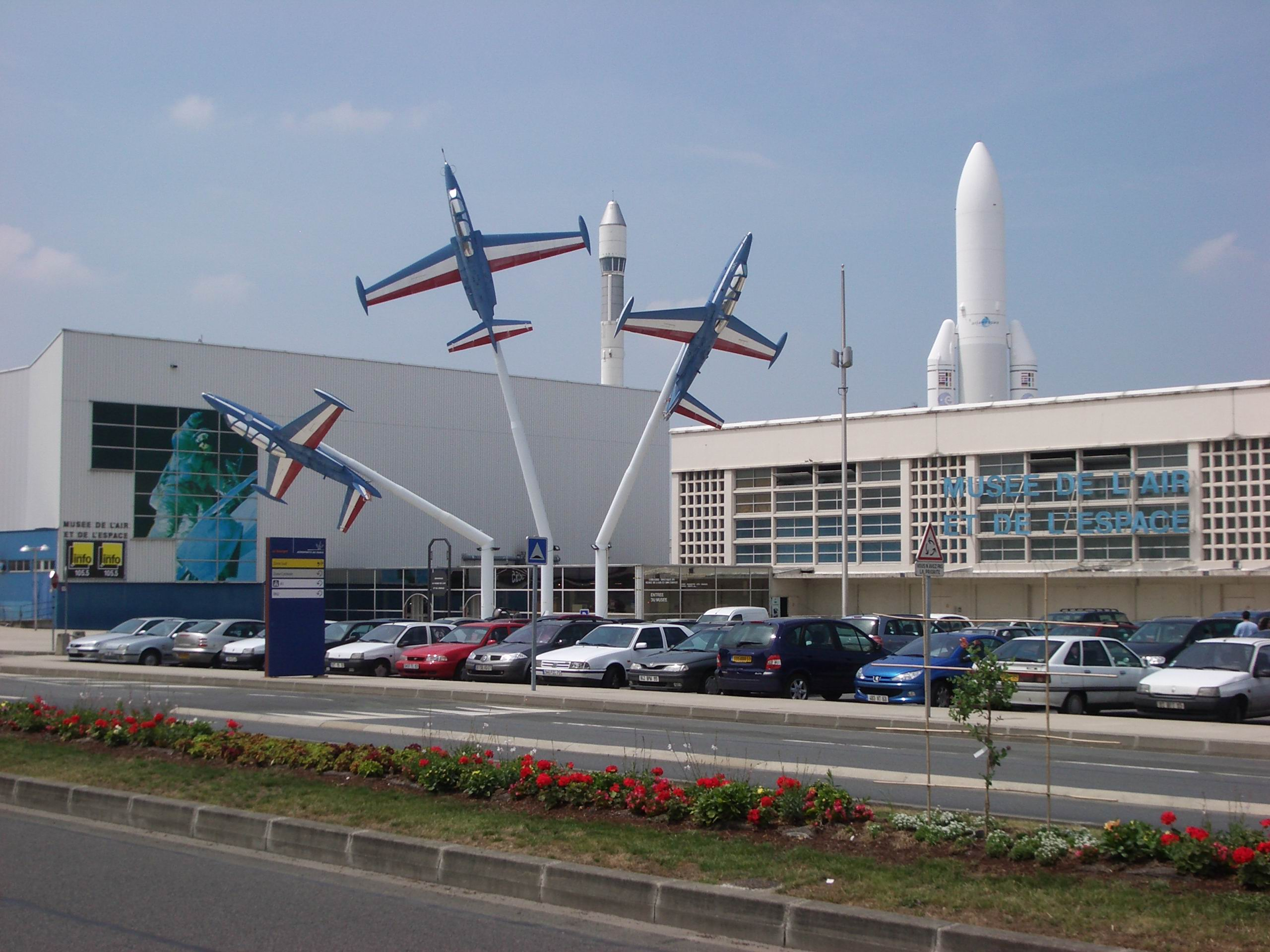